# Isabel Calvimontes
Isabel Calvimontes (Chuquisaca, Alt Perú, Bolívia, 19 de novembre de 1790 -) va ser una patriota argentina que va actuar en la societat portenya al servei de la revolució de Maig i en els primers anys del moviment emancipador. És considerada una de les Patrícies Argentines.

## Biografia
Isabel Calvimontes Trujillo va néixer el 19 de novembre de 1790 a Chuquisaca, Alt Perú (Bolívia), filla de José Calvimontes, fiscal del crim de la Reial Audiència de Charcas i de Florència Trujillo.
El 14 d'agost de 1804 es va casar a Chuquisaca amb el doctor Pedro José Agrelo Moreyras, que s'havia fet amic del seu pare a la Universitat de Chuquisaca.
El fracàs de la Revolució de Chuquisaca l'any 1809 va obligar Agrelo a abandonar la seva plaça de subdelegat a Tupiza i a traslladar-se amb la seva dona a la seva ciutat natal, Ciutat de Buenos Aires.
Allí no va trigar a integrar-se en els cercles que impulsaven la independència americana i, en produir-se la Revolució de Maig de 1810, es va adherir immediatament, igual que el seu marit, al moviment patriota.
Al juny de 1811 van marxar als Estats Units Diego Saavedra, fill del president de la Junta Gran Cornelio Saavedra, i Juan Pedro Aguirre amb la missió d'aconseguir armament i municions en aquest país.
Els comissionats van tancar a principis de 1812 un contracte per a la compra de 1000 fusells i 350000 pedres d'espurna amb l'empresa Miller&Wambor.
El 13 de maig van arribar els comissionats i els pertrets al port d'Ensenada de Barragan a bord del buc de bandera estatunidenca Liberty i el 19 de maig van tirar l'àncora davant del port de Buenos Aires. Havent-se difós entre la població l'arribada al port de Buenos Aires del buc i el rumor que la situació econòmica del govern revolucionari dificultava la seva compra, el 30 de maig de 1812 es van reunir a casa de Tomasa de la Quintana, dona d'Antonio José d'Escalada, catorze dames de la societat portenya.

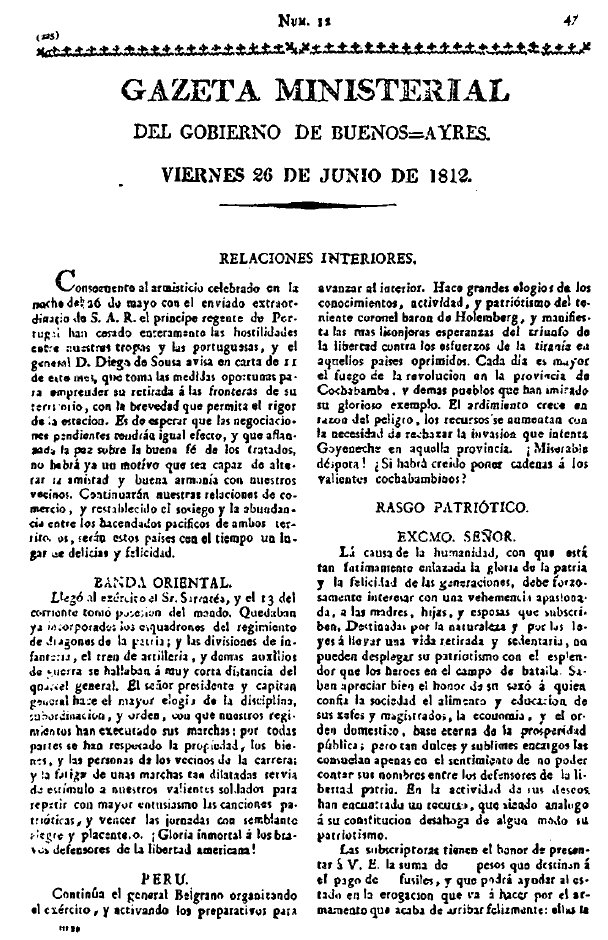
Publicació de la subscripció a la

Les patrícies, que serien conegudes com a Societat Patriòtica, van donar l'import de 13 fusells i dues unces d'or perquè quan "l'alegria pública porti fins al si de les seves famílies la nova d'una victòria, podran dir en l'exaltació del seu entusiasme: Jo vaig armar el braç d'aquest valent que va assegurar la seva glòria i la nostra llibertat", en les paraules de la seva presentació, redactada per Bernardo de Monteagudo.
Les patrícies van sol·licitar que cadascun dels fusells adquirits amb la seva aportació portessin el nom de la donant perquè "si l'amor de la pàtria deixa algun buit en el cor dels guerrers, la consideració al sexe serà un nou estímul que els obligui a sostenir en la seva arma una peça de l'afecte dels seus compatriotes l'honor i la llibertat dels quals defensen. Llavors tindrà un dret per reconvenir al covard que amb les armes va abandonar el seu nom en el camp enemic, i coronaran amb les seves mans el jove que presentant en elles l'instrument de la victòria doni una prova de la seva gloriosa valentia".
Les dames que es van subscriure van ser, donant un fusell Tomasa de la Quintana, María dels Remeis d'Escalada, María de les Neus d'Escalada, María de la Quintana, María Eugenia d'Escalada de Demaría, Ramona Esquivel i Aldao, Marieta Sánchez de Thompson, Petrona Bernardina Xai, Rufina de Orma, Isabel Calvimontes de Agrelo, María de l'Encarnació Andonaégui de Valdepares, Magdalena de Castro d'Herrero i Ángela Castelli de Irgazábal, i amb dues unces d'or Carmen de la Quintanilla d'Alvear.
El 26 de juny de 1812 el Triumvirat va acceptar el donatiu rendint "les més expressives gràcies en nom de la pàtria". publicant-se en la Gazeta de Buenos Ayres.
La vida política del seu marit el va dur a l'exili als Estats Units (1817), la presó a l'illa Martín García i novament a l'exili a Montevideo, on moriria el 23 de juliol de 1846. Isabel Calvimontes el va acompanyar i "separada unes vegades; anant al desterrament, unes altres; en alta posició social o en la misèria; carregada de família, va saber fer front á les contrarietats, amb resignació i virtut".